# سبخة الجبول
سبخة الجبول هي محمية طبيعية، تقع على بعد 40 كم جنوب شرقي حلب في سورية قرب مدينة السفيرة.
يبلغ طول البحيرة 40 كم من الجبول شمالاً وحتى قرية رسم النفل جنوباً، وعرض البحيرة يتراوح بين 3-10 كم بمساحة تعادل 260 كم² تقريباً. يبلغ عمق الماء ما بين 20 سم - 160 سم، وتنعزل عنها من الشرق بحيرة عميقة (تدعى بحيرة الحمرات). تشكلت بحيرة سبخة الجبول عام 1982 من الجهة الشرقية من مياه معمل السكر في مسكنة، وعام 1989 من الشمال من خساف نتيجة صرف مياه غسيل الأراضي، وقبل كل ذلك كانت سبخة جرداء يتخللها بعض بقع المياه شتاءً وتحوي بعض الحيوانات التي تقصدها طلباً للراحة، أما الآن فهي مركز حيوي مهم للحياة البرية بشكل عام وللطيور بشكل خاص، فقد أصبحت هذه الطيور تبيض وتتكاثر وتسكن فيها.
هذه المحمية مدرجة في قائمة الأراضي الخصبة الرطبة ضمن اتفاقية رامسار لعام 1971 ومن المحميات الطبيعية المنتشرة في سوريا. تعد المنطقة ملجأ للعديد من الطيور المهاجرة. القسم الشرقي من السبخة ضحل ويستخدم كمملحة يجمع الملح منها بعد أن تجف مياهها في أواخر فصل الصيف. ويعتبر جمع الملح من أطراف السبخة في فصل الصيف مورداً اقتصادياً مهماً لسكان المنطقة.

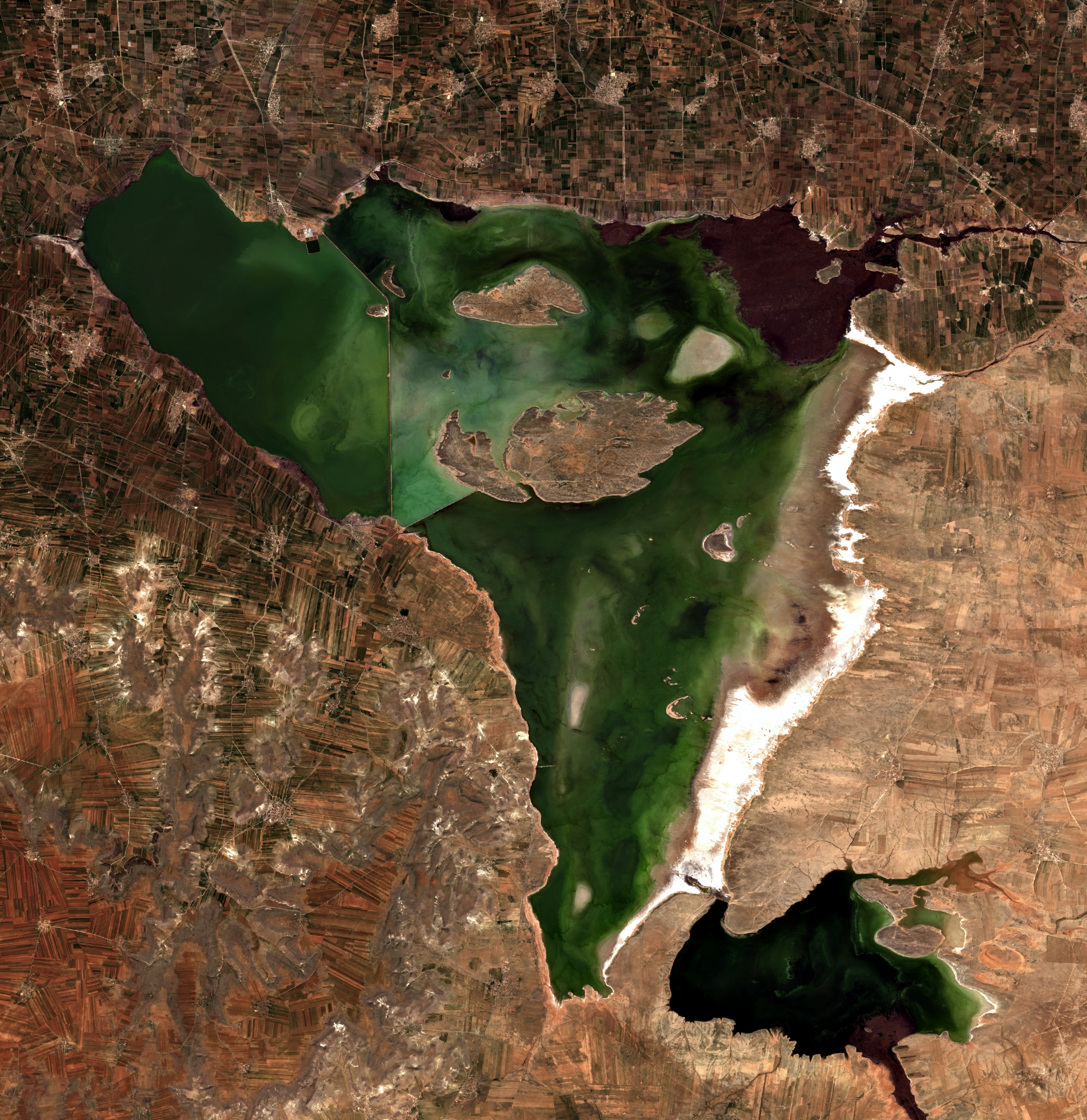
سبخة الجبول عام 2023

## الحياة النباتية في السبخة
ينمو أكثر من خمسين نوعاً من النباتات الملحية في سبخة الجبول وعلى شواطئها وفي الجزر داخلها، وهذا أكبر عدد من الأنواع في أي سبخة سورية. معظم هذه الأنواع عشبية، وقليل منها شجيري. بينت دراسات أولية وجود عدد من الأنواع غير المسجلة ضمن الفلورا السورية مثل القلام الثمري (باللاتينية: Arthrocnemum fruiticosum) والخرزة محيطية الأوراق (باللاتينية: Halopeplis perfoliata) والعكرش القصير (باللاتينية: Aeluropus lagopoides) إضافة إلى أشجار الأثل كبير الثمار (باللاتينية: Tamarix macrocarpa) على أطراف البحيرة. تنمو حول البحيرة أدغال الغاب العملاق (باللاتينية: Arundo donax).

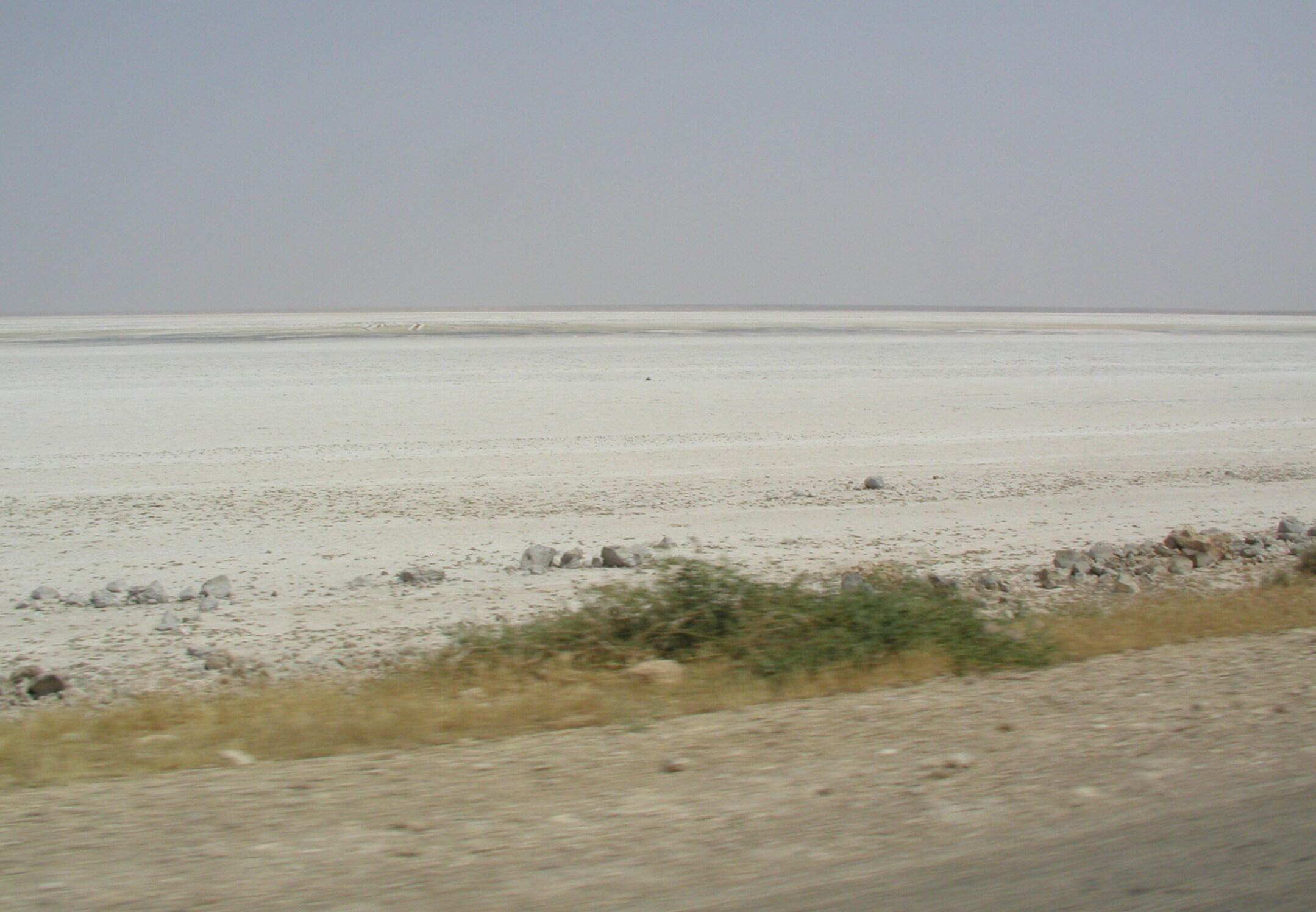
سبخة الجبول في الصيف

## مواضيع متعلقة
- محميات طبيعية في سوريا
- محمية أبو قبيس
- محمية التليلة
- محمية الأزرق
- محمية ام الطيور
- محمية الموجب
- محمية البلعاس
- محمية جبل عبد العزيز
- محمية جبال الشومرية
- محمية راس محمد الطبيعية
- محمية المها العربي
- محمية عجلون
- محميات طبيعية في مصر

## صور

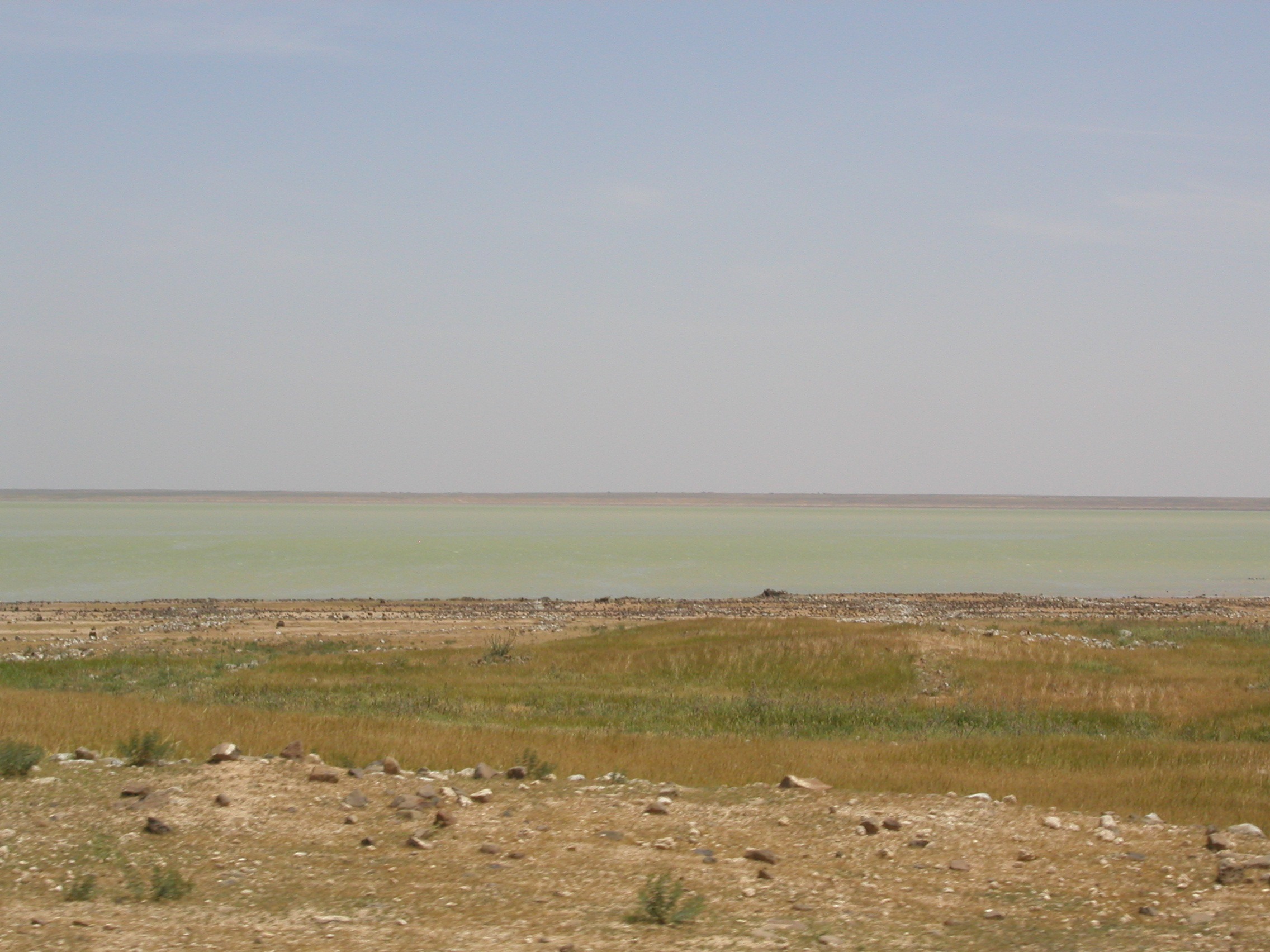
لقطة من الجنوب باتجاه الشمال للقطاع الأوسط في سبخة الجبول.
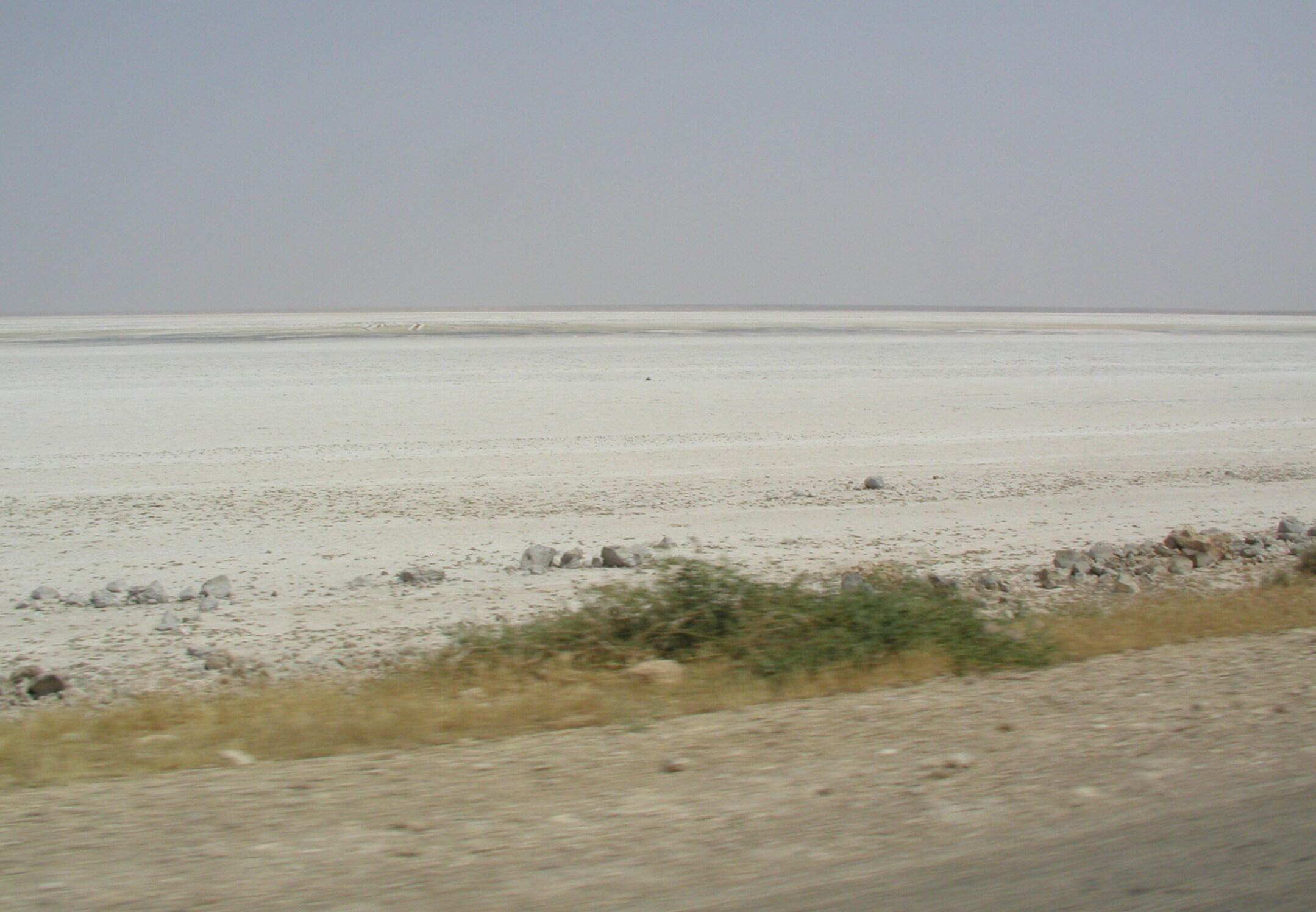
رواسب ملحية على قعر السبخة بعد جفاف مياهها في هذا القطاع الضحل.

## وصلات خارجية
- الموقع الإلكتروني للمنظومة الزراعية-البيئية في سبخة الجبول